# Kurt Nier

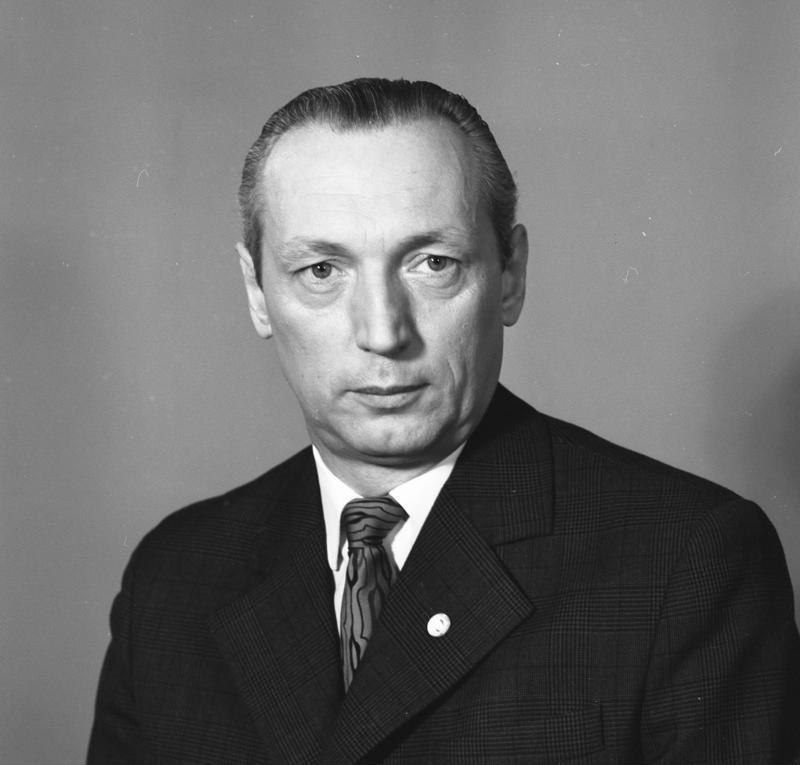
Kurt Nier (november 1973)

Kurt Nier (Antoniwald, Gablonz an der Neiße, 23 juli 1927) is een voormalig Duits diplomaat en politicus van de SED. Hij was van 1973 tot 1989 plaatsvervangend minister van Buitenlandse Zaken van de DDR.
Nier groeide op in het Sudetenland. In 1944 werd hij lid van de NSDAP en nam dienst in de Wehrmacht. In 1946 verhuisde hij naar de Sovjet-bezettingszone in Duitsland en werd lid van de SED. Vanaf 1951 was hij werkzaam voor het ministerie van Buitenlandse Zaken van de DDR. In 1956 werkte hij voor de handelsvertegenwoordiging van de DDR in India, van 1956 tot 1957 in de ambassade in Boedapest en van 1957 tot 1959 opnieuw in India. Van 1960 tot 1962 gaf hij leiding aan het consulaat-generaal in Jakarta. Vanaf 1973 tot 1989 werkte Nier als plaatsvervangend minister van Buitenlandse Zaken, met als aandachtsgebieden West-Europa, de Bondsrepubliek en West-Berlijn, de Verenigde Staten, Canada, Australië en Japan.

## Onderscheidingen
- Vaterländischer Verdienstorden in brons (1972) en in zilver (1977)
- Banier van de Arbeid (1973)